# 니쿠 차우셰스쿠
니쿠 차우셰스쿠(루마니아어: Nicu Ceaușescu, 1949년 2월 28일 ~ 2006년 11월 20일)는 루마니아의 물리학자이자 공산주의 정치인으로 루마니아 지도자 니콜라에와 엘레나 차우셰스쿠의 막내아들이었다. 그는 그의 아버지의 정치 체제의 가까운 동료였으며 대통령의 후계자로 추정되었다.